# Malena Ortiz
Malena Ortiz Cruz (* 16. Juli 1997 in Madrid) ist eine ehemalige spanische Fußballspielerin. Zumeist wurde sie als zentrale oder offensive Mittelfeldspielerin eingesetzt. Seit 2014 verfügt sie auch über die aserbaidschanische Staatsangehörigkeit.

## Karriere

### Verein
Malena Ortiz begann mit sieben Jahren bei Rayo Vallecano mit dem Fußballsport. Bei den Madrileninnen gelangte sie 2012 in die B-Mannschaft, die in der Segunda División vertreten war, ehe sie 2013 innerhalb der zweiten Spielklasse zu CD Canillas wechselte. Die Frauenmannschaft von Letzteren wurde im Jahr 2016 von CD Tacón übernommen. Mit diesen erreichte Malena Ortiz in der Saison 2017/18 das Aufstiegsplayoff, scheiterte aber im Endspiel an EDF Logroño. Ein Jahr später hingegen setzte sie sich mit ihrer Mannschaft, nach Platz eins im Grunddurchgang, gegen Saragossa CFF und Santa Teresa CD durch und gelangte in die höchste Spielklasse. Mit CD Tacón brachte es Malena Ortiz in der Saison 2019/20 auf 19 Einsätze und ein Tor in der Primera División, ihre Mannschaft beendete die Meisterschaft, die aufgrund der COVID-19-Pandemie nach 21 von 30 Runden für beendet erklärt wurde, auf dem zehnten Rang. Im Sommer 2020 wurde CD Tacón von Real Madrid übernommen und bildete fortan ihre Frauenfußballsektion. Bei den „Königlichen“ kam Malena Ortiz über die Reservistenrolle nicht hinaus und bestritt nur zwei Spiele. Im April 2021 zog sie sich einen Kreuzbandriss am linken Knie zu und fiel für mehrere Monate aus. Unmittelbar nach ihrer Genesung wechselte Malena Ortiz im Januar 2022 in die Schweizer Women’s Super League, zum regierenden Meister Servette FC Chênois Féminin. Bei den Genferinnen kam sie auf sieben Einsätze und drei Tore im Grunddurchgang und war auch an allen Playoffspielen um die Meisterschaft beteiligt. Servette verlor erst im Endspiel nach Elfmeterschießen gegen den FC Zürich. Im Spieljahr 2022/23 verlor sie mit ihrer Mannschaft erneut im Finale gegen die Züricherinnen, dafür gelang der Titelgewinn im Cup durch ein 1:0 gegen de FC St. Gallen. In der Saison 2022/23 gewann Servette FCCF nicht nur die Meisterschaft, sondern auch den nationalen Pokal, im Anschluss an den Doublegewinn kehrte Malena Ortiz nach Spanien zurück und unterschrieb für den FC Valencia. Im Dezember dieses Jahres zog sie sich erneut einen Kreuzbandriss zu, den bereits dritten in ihrer Laufbahn. Zu Saisonende erklärte Malena Ortiz ihren Rücktritt vom aktiven Sport.

### Nationalmannschaft
Malena Ortiz erhielt im Jahr 2014 zusammen mit einer Reihe weiterer spanischen Spielerinnen, darunter ihre Zwillingsschwester Samara, auf Betreiben der damaligen aus Madrid stammenden U-19-Teamchefin Aserbaidschans Patricia González, die aserbaidschanische Staatsangehörigkeit, um für deren Nationalmannschaft dieser Altersklasse zu spielen. Am 13. September 2014 feierte sie in der ersten Runde der Qualifikation zur U-19-Europameisterschaft 2015 ihr Debüt für Aserbaidschan, ihre Mannschaft scheiterte als Tabellendritter, Malena Ortiz bestritt alle drei Spiele. Auch an der Qualifikation zur U-19-EM 2016 nahm Malena teil. Diesmal überstand Aserbaidschan die erste Runde mit drei Siegen aus ebenso vielen Spielen und zog überraschend in die Eliterunde ein, wo man in einer Gruppe mit Deutschland, Irland und Polen scheiterte. Malena bestritt alle sechs Spiele der Qualifikation.

## Erfolge
- Schweizer Meisterschaft: 2023/24
- Schweizer Cup: 2023, 2024

## Familie
Malena Ortiz ist Tochter eines spanischen Vaters und einer kubanischen Mutter. Ihre eineiige Zwillingsschwester Samara ist ebenfalls Fußballerin und spielte bis 2021 stets mit ihr im selben Team.